# 菲爾茲蘭丁 (加利福尼亞州)
菲爾茲蘭丁（英語：Fields Landing）是位於美國加利福尼亞州洪堡縣的一個人口普查指定地區。

## 地理
菲爾茲蘭丁的座標為40°43′28″N 124°12′54″W / 40.72444°N 124.21500°W，而該地最高點為海拔高度4米（即13英尺）。

## 人口
根據2010年美國人口普查的數據，菲爾茲蘭丁的面積為0.725平方千米，當中陸地面積為0.717平方千米，而水域面積為0.008平方千米。當地共有人口276人，而人口密度為每平方千米380人。